# Аль-Вава ад-Димашки
Абу́-ль-Фа́радж Муха́ммад ибн А́хмад (Мухаммад) аль-Гасса́ни (араб. أبو الفرج محمد بن أحمد الغساني‎), более известный как аль-Ва’ва́ ад-Димашки́ (араб. الوأواء الدمشقي‎; ?, Дамаск — умер 980, Дамаск) — сирийский арабский поэт X века.

## Жизнь и творчество
Аль-Вава ад-Димашки всю жизнь прожил в Дамаске, был зазывалой на фруктовом рынке. Видимо, его прозвище, означающее «крикун» или «ревун», связано с его занятием. Стал известен как поэт после того, как его «открыл» Абу-ль-Касим аль-Акики, которому аль-Вава посвятил оду.
Сохранилось около трёх сотен стихотворений аль-Вава ад-Димашки. Отрывки из его стихов приводятся в «Тысяче и одной ночи». Он написал большое количество касыд-панегириков в честь правителей из династии Хамданидов (напр. Сейф ад-Давле) и дамасских покровителей поэта. Помимо этого им написано много лирических стихов о любви, вине (т. н. винная поэзия) и природе.
Арабский лексикограф Абу Хилал аль-Аскари (ум. 1010) высоко ценил талант аль-Вава ад-Димашки и назвал следующие строки из его стихотворения «совершенными в искусстве сравнения», ибо в одном бейте-двустишии поэт оценил сразу пять вещей с пятью вещами:

Она заставила покатиться жемчужины из нарциссов

И напоила розу, кусая дикий виноград градинками.
Оригинальный текст (ар.)
وأمطرت لؤلؤا من نرجس وسقت
ورداً وعضت على العناب بالبرد

Точная дата смерти поэта неизвестна. Умер во второй половине X века, в период между 980 и 1000 годом. Аль-Вава ад-Димашки не следует путать с другим поэтом с таким же прозвищем и куньей — Абу-ль-Фарадж аль-Вава Абд аль-Кахир ибн Абдуллах аль-Халаби ан-Нахви, который жил позднее и умер в Алеппо в 1156 году.